# Лий Тибинг
Сър Лий Тибинг (Sir Leigh Teabing) е измислен герой от романа Шифърът на Леонардо. Тибинг е британски кралски историк, изследовател на граала и приятел на Робърт Лангдън. Тибинг живее извън Париж, в замък, където избягват Лангдън и Софи Нево след като се измъкват от Цюрихската депозитна банка с ключовия камък. Той разкрива „истинската“ интерпретация на легендата за Граала на Нево. След като са обезпокоени от френската полиция и нападнати от Сила, Тибинг, Лангдън и Нево избягват от имението с помощта на шофьора на Тибинг, Реми и отлитат за Англия с частния самолет на Тибинг. Те взимат Сила за свой заложник. След като Нево решава загадката на ключовия камък, той разгадава съобщението като повеля да отидат в Temple Church в Лондон, за да открият повече информация, която ще им помогне да отворят втория криптекс.
Името на сър Лий Тибинг е анаграма от имената на Майкъл Бейджънт и Ричард Лий — авторите на Светата кръв и свещеният Граал – книга, която разглежда идеи, подобни на тези на Лий Тибинг.